# هینتسوایلر
هینتسوایلر (به آلمانی: Hinzweiler) یک شهر در آلمان است که در Lauterecken-Wolfstein واقع شده‌است. هینتسوایلر ۴۱۶ نفر جمعیت دارد.